# Schwarze Koppe
Die Schwarze Koppe (tschechisch Svorová hora, polnisch Czarna kopa) ist ein Berg auf dem östlichen Teil des Riesengebirge-Hauptkamms. 

## Lage
Der Berg liegt an der tschechisch-polnischen Grenze, unmittelbar neben der Schneekoppe in der Nähe von Karpacz (Krummhübel) und wie bei vielen Gipfeln im Riesengebirge führt auch hier der Weg der polnisch-tschechischen Freundschaft (Kammweg) entlang.
Im Osten trennt ein Sattel, über den der Eulenpass (polnisch Przełęcz Sowia, tschechisch Soví sedlo / Můstek) führt, die Schwarze Koppe vom benachbarten Tafelstein (poln. Skalny Stół). Von hier hat man einen schönen Blick in den Eulengrund (tschech. Soví dolina), ein altes Bergbaugebiet und hinunter in das Tal der Kleinen Aupa (Malá Úpa).
Der Nordwesthang fällt gemeinsam mit dem Nordhang der angrenzenden Schneekoppe in den Melzergrund (poln. Kocioł Łomniczki) ab. Hier im Tal der Kleinen Lomnitz (poln. Łomniczka) steht die Bergbaude „Nad Łomniczką“ (Melzergrundbaude) auf einer Höhe von 1002 m über dem Meeresspiegel.

### Nahegelegene Gipfel
|             | Buława      | Skalny Stół |
| Schneekoppe | Kompass     |             |
| Růžová hora | Jelení hora | Kraví hora  |

## Merkmale
Der Aufbau des Bergs besteht hauptsächlich aus schwarzem Glimmerschiefer, einem metamorphen Gestein, das namensgebend ist, und zwar im Deutschen und Polnischen hinsichtlich der Farbe (czarna = schwarz) und im Bezug auf das Gestein im Tschechischen, wo das Wort Svor für Glimmerschiefer steht. Diese Gesteinsart ist das Muttergestein der für den böhmischen Volksschmuck typischen Granatsteine und neben Granit und Gneis die dritthäufigste im Riesengebirge.

## Flora, Fauna und Naturschutz
Die Schwarze Koppe liegt auf dem Gebiet von Nationalparks: in Polen im Karkonoski Park Narodowy (KPN) und in Tschechien im Krkonošský národní park (KRNAP), die grenzüberschreitend seit 1992 zu den UNESCO-Biosphärenreservaten gehören.
An den Hängen gibt es zahlreiche Felsenmeere mit einem breiten Gürtel von dazwischen wuchernden Latschenkiefern. 
Dieser karge Lebensraum bietet für alle Lebewesen nur eingeschränkte Möglichkeiten. Dementsprechend differenziert und groß ist die Artenvielfalt bei niedrigen Populationen und einem hohen Anteil an gefährdeten Arten.
Diese Vegetationszone bietet aber auch Chancen und besonders Vögel wie z. B. Schneesperling, Steinschmätzer oder Rotschwänzchen finden ein reiches Nahrungsangebot in Form von verschiedensten Insektenarten.

## Bilder aus der Umgebung

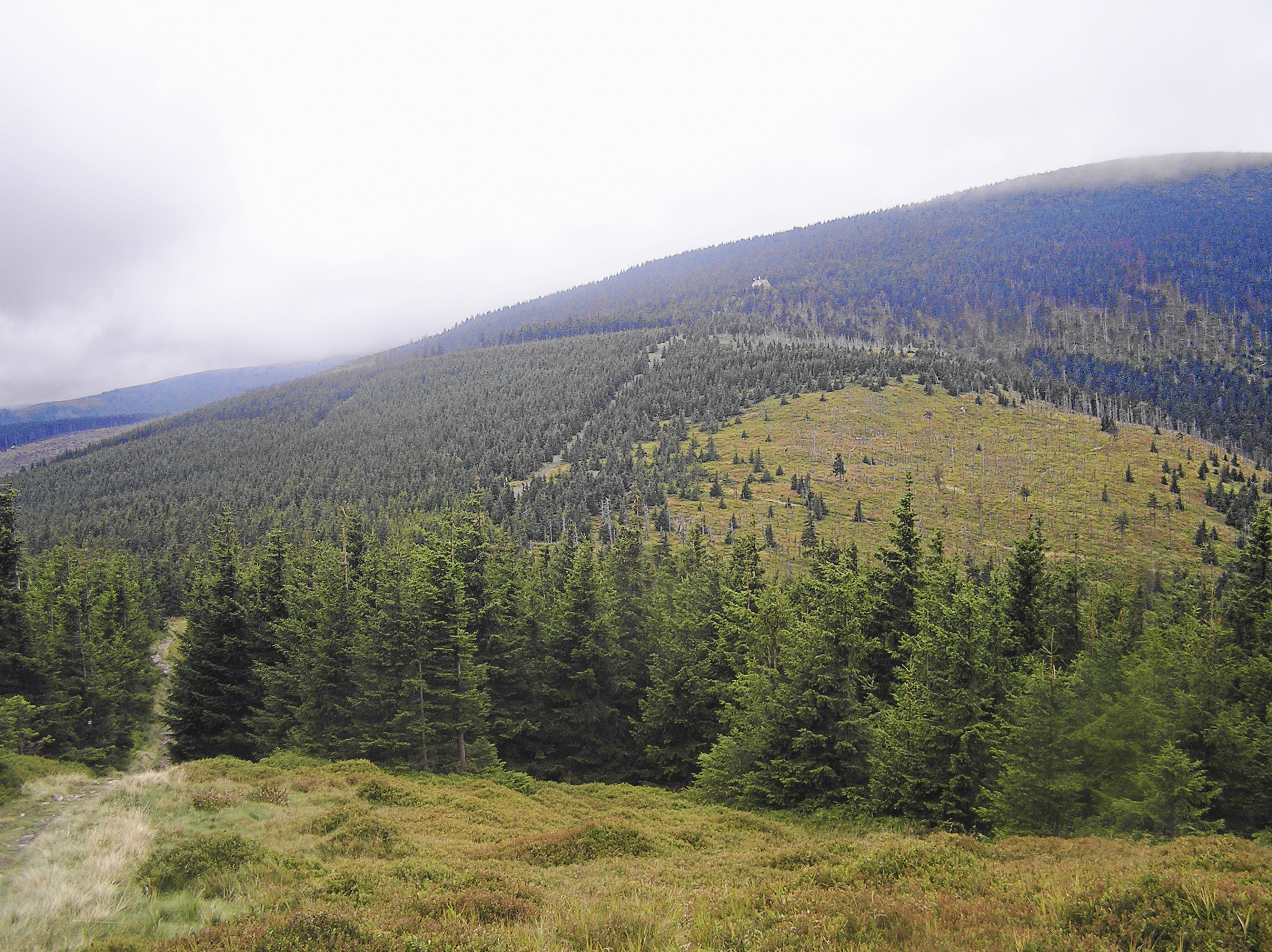
Blick auf den Eulenpass
und die Schwarze Koppe von Osten

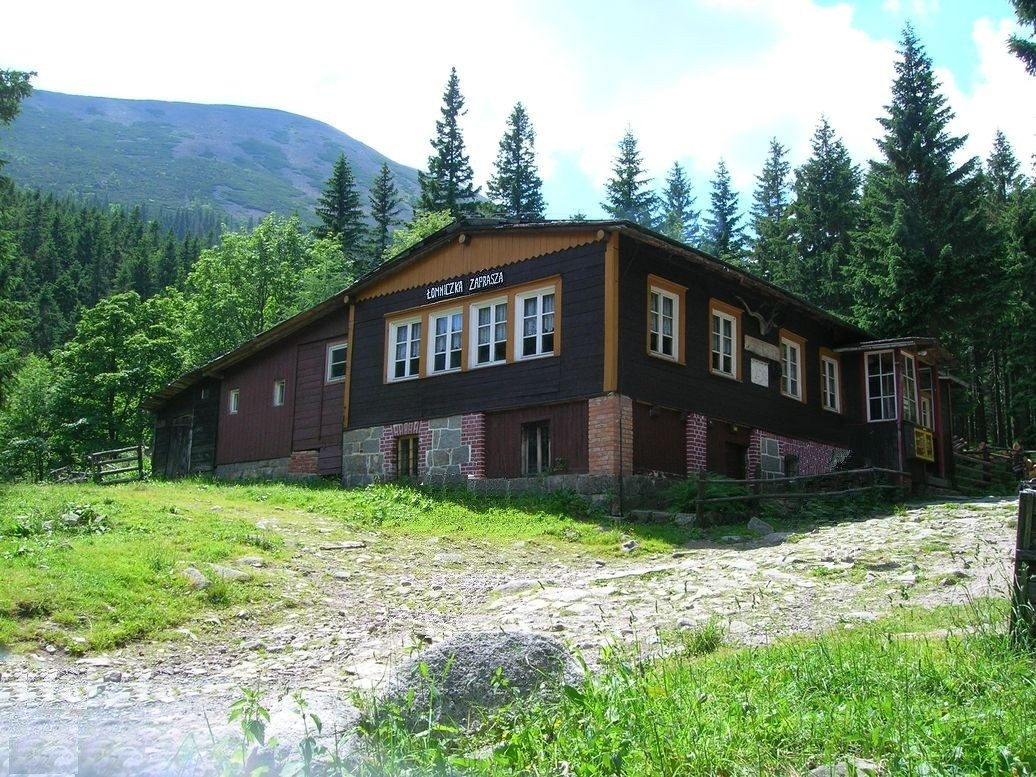
Schronisko "Nad Łomniczką"
im Melzergrund